# Sonora-Kartell

Der Bundesstaat Sonora auf der Karte von Mexiko.

Das Sonora-Kartell (spanisch Cártel de Sonora) war ein mexikanisches Drogenkartell, das Ende der 1980er Jahre entstand. Mit seinen Brüdern Jorge und Genaro als Partner war Miguel Angel „El Chapito“ Caro Quintero der führende Kopf der Organisation. Zusammen mit dem Colima-Kartell und dem Milenio-Kartell wurde das Sonora-Kartell Mitte der 2000er Jahre zu einem Zweig des Sinaloa-Kartells.

## Geschichte
Die Wurzeln der Organisation liegen im Kartell von Guadalajara, das nach der Festnahme seines Mitbegründers Miguel Ángel Félix Gallardo im Jahr 1989 zerfiel. Nachdem Gallardo verhaftet wurde, entbrannten Streitigkeiten unter den Padróns. Da sich jeder der fünf verbliebenen Drogenbosse aus Tijuana, Ciudad Juárez, Tamaulipas, Sinaloa und auch aus Sonora erhöhten Einfluss sichern wollte, zerbrach schlussendlich die Federación und es entstanden mehrere kleine Gruppierungen, die stellenweise bis heute existieren: Sinaloa-Kartell, Golf-Kartell, Tijuana-Kartell, Juárez-Kartell.
Das Sonora-Kartell operierte von Hermosillo, Agua Prieta, Guadalajara und Culiacán aus, sowie aus den Bundesstaaten San Luis Potosí, Sinaloa und Sonora. Es unterhielt Geschäftsbeziehungen im Kokainhandel mit dem Cali-Kartell, war im Anbau und Vertrieb von Marihuana tätig und transportierte und vertrieb Methamphetamin. Der Großteil des Imports erfolgte in Kalifornien, Arizona, Texas und Nevada.
1992 wurde Miguel Caro Quintero wegen Steuerhinterziehung inhaftiert, wovon er jedoch freigesprochen wurde. Im Dezember 2001 wurde er erneut in Los Mochis festgenommen und blieb bis Februar 2009 in Mexiko in Haft. Es wird angenommen, dass er, trotz seiner Gefangenschaft, noch immer der leitende Kopf des Kartells blieb. Vor seiner Festnahme jedoch hat er wiederholt erklärt, dass er unschuldig sei und beschuldigte die DEA, in einem Rachezug gegen ihn zu sein, wegen der angeblichen Rolle seines Bruders Rafael Caro Quintero beim Tod des DEA Special Agents Enrique Camarena alias „Kiki“. Ende des Jahres 2009 wurde Miguel Caro Quintero von einem US-Bundesgericht in Colorado wegen Marihuanageschäften und organisierter Kriminalität zu 17 Jahren Haft verurteilt.